# Гайке Томс
Гайке Томс (нім. Heike Thoms; нар. 1 листопада 1968) — колишня німецька тенісистка.
Найвищу одиночну позицію світового рейтингу — 128 місце досягла 1 серпня 1988, парну — 301 місце — 20 серпня 1990 року.

## Фінали ITF
| турніри $25,000 |
| турніри $10,000 |

### Одиночний розряд: 12 (6–6)
| Результат | Ранг | Дата              | Турнір                            | Покриття | Суперниця        | Рахунок       |
| --------- | ---- | ----------------- | --------------------------------- | -------- | ---------------- | ------------- |
| Поразка   | 1.   | 4 серпня 1986     | Реда-Віденбрюк, Західна Німеччина | Ґрунт    | Корнелія Лехнер  | 1–6, 6–3, 2–6 |
| Поразка   | 2.   | 6 жовтня 1986     | Малий Лошинь, Югославія           | Тверде   | Регіна Райхртова | 2–6, 3–6      |
| Перемога  | 1.   | 11 липня 1988     | Ерланген, Західна Німеччина       | Ґрунт    | Таня Вайгль      | 4–6, 6–4, 6–3 |
| Перемога  | 2.   | 1 січня 1990      | Бамберг, Західна Німеччина        | Килим    | Катя Олєклаус    | 7–5, 6–3      |
| Поразка   | 3.   | 6 серпня 1990     | Падерборн, Західна Німеччина      | Ґрунт    | Юлія Апостолі    | 1–6, 0–6      |
| Перемога  | 3.   | листопад 1991     | Фленсбург, Німеччина              | Килим    | Нансі Фебер      | 7–6(3), 6–4   |
| Перемога  | 4.   | 11 січня 1993     | Кобург (місто), Німеччина         | Килим    | Габрієла Мах     | 4–6, 6–2, 7–5 |
| Поразка   | 4.   | 7 березня 1994    | Оффенбах-на-Майні, Німеччина      | Килим    | Юлія Лютрова     | 3–6, 3–6      |
| Перемога  | 5.   | 9 жовтня 1995     | Бургдорф, Швейцарія               | Килим    | Яна Мацурова     | 6–1, 3–6, 6–2 |
| Перемога  | 6.   | 27 листопада 1995 | Зальцбург, Австрія                | Килим    | Патріція Вартуш  | 7–5, 7–6(1)   |
| Поразка   | 5.   | 29 січня 1996     | Рунгстед, Данія                   | Килим    | Карін Пташек     | 0–6, 4–6      |
| Поразка   | 6.   | 7 жовтня 1996     | Бургдорф, Швейцарія               | Килим    | Фружина Сіклосі  | 1–6, 3–6      |

### Парний розряд: 7 (2–5)
| Результат | Ранг | Дата           | Турнір                          | Покриття | Партнерка       | Суперниці                           | Рахунок       |
| --------- | ---- | -------------- | ------------------------------- | -------- | --------------- | ----------------------------------- | ------------- |
| Поразка   | 1.   | 6 квітня 1987  | Казерта, Італія                 | Тверде   | Ольга Царбопулу | Євгенія Манюкова Наталія Медведєва  | 3–6, 5–7      |
| Перемога  | 1.   | 1 січня 1990   | Бамберг, Західна Німеччина      | Килим    | Забіне Ауер     | Кора Гофманн Александра Зайфарт     | 6–4, 6–2      |
| Поразка   | 2.   | 5 лютого 1990  | Ставангер, Норвегія             | Capet    | Барбара Ріттнер | Олена Брюховець Ніна Еріксон        | 2–6, 2–6      |
| Перемога  | 2.   | 6 серпня 1990  | Падерборн, Західна Німеччина    | Ґрунт    | Таня Гаусшилдт  | Юлія Апостолі Анна Мірза            | 6–3, 6–1      |
| Поразка   | 3.   | 7 січня 1991   | Бамберг, Німеччина              | Килим    | Забіне Ауер     | Штеффі Меннінг Мартіна Павлік       | 4–6, 7–6, 3–6 |
| Поразка   | 4.   | 31 серпня 1992 | Клагенфурт-ам-Вертерзе, Австрія | Ґрунт    | Катя Олєклаус   | Дениса Крайчовичова Яна Поспішилова | W/O           |
| Поразка   | 5.   | 11 січня 1993  | Кобург (місто), Німеччина       | Килим    | Забіне Ауер     | Івана Гаврлікова Павліна Райзлова   | 3–6, 0–6      |